# Sitticus albolineatus
Sitticus albolineatus är en spindelart som först beskrevs av Kulczynski 1895.  Sitticus albolineatus ingår i släktet Sitticus och familjen hoppspindlar. Inga underarter finns listade i Catalogue of Life.